# برفغين (غرمسار كرمان)
برفغین (بالفارسية: برفگین) هي قرية تقع في إيران في قسم غرمسار الریفي. يقدر عدد سكانها بـ 0 نسمة بحسب إحصاء 2016.